# Bahnhof Morschheim
Bahnhof Morschheim (örtlich auch die Hub genannt) ist ein Weiler, der teilweise zu den Gemeinden Morschheim und Ilbesheim in der Verbandsgemeinde Kirchheimbolanden im Donnersbergkreis in Rheinland-Pfalz gehört. 

## Weiler
Benannt ist der Weiler nach dem gleichnamigen Bahnhof an der Donnersbergbahn, der jedoch seit der Wiedereröffnung der Bahn 1999 nur noch als Betriebsbahnhof dient.
Ein wesentlicher Teil der Gebäude im Ort sind ehemalige Betriebsgebäude des Bahnhofs oder Wirtschaftsbetriebe. Die ungeraden Hausnummern (1, 3, 5, 7) befinden sich auf Morschheimer Gemarkung, die geraden (2, 4) auf Ilbesheimer.
Zwischen den Gleisanlagen und der nur wenige hundert Meter südwestlich verlaufenden A 63 befindet sich eine Photovoltaikanlage.

## Geschichte des Bahnhofs
Der namensgebende Bahnhof wurde im Januar 1874 mit dem ersten Teilstück der Donnersbergbahn zwischen Alzey und Kirchheimbolanden eröffnet.
Nach der Zerstörung des Pfrimmtalviaduktes im Zweiten Weltkrieg wurde der Personenverkehr auf der Strecke 1951 eingestellt. Jedoch bestand bis zum 1. Januar 1995 weiterhin Güterverkehr auf der Strecke. Am 29. Mai 1999 wurde die Strecke für den Personenverkehr reaktiviert, nicht aber der Bahnhof Morschheim. Der Bahnhof ist heute die einzige Möglichkeit für Zugkreuzungen und -überholungen auf der Donnersbergbahn, was jedoch im Planbetrieb nicht genutzt wird.
Vor der Vergabe des Verkehrsvertrages an den derzeitigen Betreiber Vlexx wurde das Nebengleis von Rhenus Veniro zum Abstellen und Betanken der zwei auf der Strecke eingesetzten Regio-Shuttles genutzt.
Der Bahnhof hatte ursprünglich auch Bedeutung für den Güterverkehr, unter anderem gab es hier eine Verladeanlage für Zuckerrüben. Eine Müllsortieranlage des Betreibers Veolia war bis 1995 der letzte Güterverkehrskunde an der Donnersbergbahn. Die Anlage brannte bei einem Großbrand im April 2019 vollständig aus, der Schaden belief sich auf 4 Millionen Euro, woraufhin sich das Unternehmen entschied, den Standort Morschheim aufzugeben.